# Sommer-Paralympics 2016/Teilnehmer (Israel)
| stlisierte Goldmedaille | stlisierte Silbermedaille | stlisierte Bronzemedaille |
| ----------------------- | ------------------------- | ------------------------- |
| —                       | —                         | 3                         |

Israel entsandte 16 Athletinnen und 17 Athleten zu den Paralympischen Sommerspielen 2016 in Rio de Janeiro, die in elf Sportarten antraten. Fahnenträger für Israel bei der Eröffnungsfeier war der Rollstuhltennisspieler Shraga Weinberg.

## Medaillen

### Medaillenspiegel
| Rang   | Sportart  | Gold | Silber | Bronze | Gesamt |
| ------ | --------- | ---- | ------ | ------ | ------ |
| 1      | Rudern    | 0    | 0      | 1      | 1      |
| 1      | Schießen  | 0    | 0      | 1      | 1      |
| 1      | Schwimmen | 0    | 0      | 1      | 1      |
| Gesamt | Gesamt    | 0    | 0      | 3      | 3      |

## Teilnehmer nach Sportart

### Boccia
| Mixed             |            |                    |      |   |   |               |               |               |               |               |               |   |
| Nadav Shlomo Levi | Einzel BC2 | Y. Desilva-Andrade | 2*:2 | 1 | 2 | ausgeschieden | ausgeschieden | ausgeschieden | ausgeschieden | ausgeschieden | ausgeschieden | 9 |
| Nadav Shlomo Levi | Einzel BC2 | Sohn J.-m.         | 2:5  | 1 | 2 | ausgeschieden | ausgeschieden | ausgeschieden | ausgeschieden | ausgeschieden | ausgeschieden | 9 |

### Goalball
| Wettbewerb    | Frauen                                                                          |
| ------------- | ------------------------------------------------------------------------------- |
| Athleten      | Yarden Adika Lihi Ben David Gal Hamrni Elham Mahamid Roni Ohayon Sivan Abravaya |
| Gruppenphase  | Japan (1:1) Brasilien (2:7) Vereinigte Staaten (3:7) Algerien w.o. (10:0)       |
| Viertelfinale | Türkei (5:15)                                                                   |
| Halbfinale    | ausgeschieden                                                                   |
| Rang          | 5                                                                               |

### Leichtathletik
Laufen
| Athleten    | Wettbewerb   | Vorlauf | Vorlauf | Halbfinale | Halbfinale | Finale | Finale | Rang |
| Athleten    | Wettbewerb   | Zeit    | Rang    | Zeit       | Rang       | Zeit   | Rang   | Rang |
| ----------- | ------------ | ------- | ------- | ---------- | ---------- | ------ | ------ | ---- |
| Männer      |              |         |         |            |            |        |        |      |
| Gad Yarkoni | Marathon T12 | —       | —       | —          | —          | DSQ    | DSQ    | DSQ  |

### Kanu
| Athleten           | Wettbewerb | Vorlauf      | Vorlauf | Halbfinale   | Halbfinale | Finale       | Finale | Rang |
| Athleten           | Wettbewerb | Zeit         | Rang    | Zeit         | Rang       | Zeit         | Rang   | Rang |
| ------------------ | ---------- | ------------ | ------- | ------------ | ---------- | ------------ | ------ | ---- |
| Frauen             |            |              |         |              |            |              |        |      |
| Pascale Bercovitch | KL2 200 m  | 1:01,713 min | 3       | 1:02,251 min | 3          | 1:01,131 min | 8      | 8    |

### Radsport

#### Straße
| Athleten         | Wettbewerb          | Zeit         | Rang |
| ---------------- | ------------------- | ------------ | ---- |
| Männer           |                     |              |      |
| Yaakov Kobi Lion | Einzelzeitfahren H2 | 36:50,45 min | 6    |
| Yaakov Kobi Lion | Straßenrennen H2    | 1:45:27 h    | 8    |

### Rudern
| Athleten                       | Wettbewerb           | Vorlauf    | Vorlauf | Hoffnungslauf | Hoffnungslauf | Finale     | Finale | Rang   |
| Athleten                       | Wettbewerb           | Zeit (min) | Rang    | Zeit (min)    | Rang          | Zeit (min) | Rang   | Rang   |
| ------------------------------ | -------------------- | ---------- | ------- | ------------- | ------------- | ---------- | ------ | ------ |
| Frauen                         |                      |            |         |               |               |            |        |        |
| Moran Samuel                   | Einer ASM1x          | 5:21,36    | 2       | 5:22,96       | 1             | 5:17,46    | 3      | Bronze |
| Mixed                          |                      |            |         |               |               |            |        |        |
| Reuven Magnagey Yuliya Chernoy | Doppelzweier Tamix2x | 4:20,62    | 5       | 4:28,60       | 4             | 4:21,23    | 3 (B)  | 9      |

### Rollstuhltennis
| Athleten                     | Wettbewerb | 1. Runde | 1. Runde | 2. Runde      | 2. Runde      | Achtelfinale  | Achtelfinale  | Viertelfinale             | Viertelfinale | Halbfinale                        | Halbfinale    | Finale / Platz 3                           | Finale / Platz 3 | Rang |
| Athleten                     | Wettbewerb | Gegner   | Ergebnis | Gegner        | Ergebnis      | Gegner        | Ergebnis      | Gegner                    | Ergebnis      | Gegner                            | Ergebnis      | Gegner                                     | Ergebnis         | Rang |
| ---------------------------- | ---------- | -------- | -------- | ------------- | ------------- | ------------- | ------------- | ------------------------- | ------------- | --------------------------------- | ------------- | ------------------------------------------ | ---------------- | ---- |
| Männer                       |            |          |          |               |               |               |               |                           |               |                                   |               |                                            |                  |      |
| Adam Berdichevsky            | Einzel     | S. Saida | 1:6, 2:6 | ausgeschieden | ausgeschieden | ausgeschieden | ausgeschieden | ausgeschieden             | ausgeschieden | ausgeschieden                     | ausgeschieden | ausgeschieden                              | ausgeschieden    | 33   |
| Quadriplegiker               |            |          |          |               |               |               |               |                           |               |                                   |               |                                            |                  |      |
| Itai Erenlib                 | Einzel     | —        | —        | —             | —             | D. Wagner     | 4:6, 4:6      | ausgeschieden             | ausgeschieden | ausgeschieden                     | ausgeschieden | ausgeschieden                              | ausgeschieden    | 9    |
| Shraga Weinberg              | Einzel     | —        | —        | —             | —             | D. Alcott     | 0:6, 0:6      | ausgeschieden             | ausgeschieden | ausgeschieden                     | ausgeschieden | ausgeschieden                              | ausgeschieden    | 9    |
| Shraga Weinberg Itai Erenlib | Doppel     | —        | —        | —             | —             | —             | —             | Brasilien Silva, Oliveira | 6:0, 6:0      | Vereinigte Staaten Taylor, Wagner | 4:6, 2:6      | Vereinigtes Königreich Burdekin, Lapthorne | 6:3, 4:6, 6:7    | 4    |

### Segeln
| Mixed                                    |                        |       |    |    |
| Hagar Zahavi Moshe Zahavi                | Zweier Kielboot Skud18 | 104,0 | 11 | 11 |
| Shimon Ben Yakov Dror Cohen Arnon Efrati | Dreier Kielboot Sonar  | 59,0  | 8  | 8  |

### Schießen
| Athleten      | Wettbewerb                  | Qualifikation   | Qualifikation | Finale          | Finale        | Rang   |
| Athleten      | Wettbewerb                  | Ringe/ Scheiben | Rang          | Ringe/ Scheiben | Rang          | Rang   |
| ------------- | --------------------------- | --------------- | ------------- | --------------- | ------------- | ------ |
| Männer        |                             |                 |               |                 |               |        |
| Doron Shaziri | 50 m Dreistellungskampf SH1 | 1153            | 4             | 437,5           | 3             | Bronze |
| Mixed         |                             |                 |               |                 |               |        |
| Doron Shaziri | 50 m Gewehr liegend SH1     | 614,8           | 9             | ausgeschieden   | ausgeschieden | 9      |

### Schwimmen
| Athleten                                                                        | Wettbewerb              | Vorlauf     | Vorlauf | Finale        | Finale        | Rang   |
| Athleten                                                                        | Wettbewerb              | Zeit        | Rang    | Zeit          | Rang          | Rang   |
| ------------------------------------------------------------------------------- | ----------------------- | ----------- | ------- | ------------- | ------------- | ------ |
| Männer                                                                          |                         |             |         |               |               |        |
| Iad Josef Shalabi                                                               | 50 m Rücken S2          | 1:16,97 min | 11      | ausgeschieden | ausgeschieden | 11     |
| Iad Josef Shalabi                                                               | 100 m Rücken S2         | DSQ         | DSQ     | ausgeschieden | ausgeschieden | DSQ    |
| Iad Josef Shalabi                                                               | 200 m Freistil S2       | 5:24,07 min | 8       | 5:22,38 min   | 8             | 8      |
| Yoav Valinsky                                                                   | 100 m Rücken S6         | 1:32,37 min | 12      | ausgeschieden | ausgeschieden | 12     |
| Yoav Valinsky                                                                   | 100 m Brust SB6         | 1:34,36 min | 10      | ausgeschieden | ausgeschieden | 10     |
| Yoav Valinsky                                                                   | 100 m Freistil S6       | 1:14,59 min | 15      | ausgeschieden | ausgeschieden | 15     |
| Yoav Valinsky                                                                   | 200 m Lagen SM6         | 2:57,68 min | 7       | 2:59,08 min   | 7             | 7      |
| Itzhak Mamistvalov                                                              | 200 m Freistil S2       | 5:20,43 min | 7       | 5:09,96 min   | 7             | 7      |
| Frauen                                                                          |                         |             |         |               |               |        |
| Veronika Guirenko                                                               | 50 m Rücken S3          | 1:30,97 min | 13      | ausgeschieden | ausgeschieden | 13     |
| Veronika Guirenko                                                               | 100 m Freistil S3       | 2:59,29 min | 13      | ausgeschieden | ausgeschieden | 13     |
| Inbal Pezaro                                                                    | 100 m Brust SB4         | 1:57,28 min | 4       | 2:01,02 min   | 6             | 6      |
| Inbal Pezaro                                                                    | 50 m Freistil S5        | 40,82 s     | 5       | 39,73 s       | 6             | 6      |
| Inbal Pezaro                                                                    | 100 m Freistil S5       | 1:24,38 min | 3       | 1:24,04 min   | 5             | 5      |
| Inbal Pezaro                                                                    | 200 m Freistil S5       | 3:03,35 min | 4       | 3:03,29 min   | 5             | 5      |
| Inbal Pezaro                                                                    | 200 m Lagen SM5         | 3:37,62 min | 2       | 3:38,20 min   | 3             | Bronze |
| Erel Halevi                                                                     | 50 m Freistil S7        | 38,41 s     | 11      | ausgeschieden | ausgeschieden | 11     |
| Erel Halevi                                                                     | 100 m Freistil S7       | 1:21,56 min | 10      | ausgeschieden | ausgeschieden | 10     |
| Erel Halevi                                                                     | 400 m Freistil S7       | —           | —       | 5:51,05 min   | 8             | 8      |
| Yuliya Gordiychuk                                                               | 100 m Freistil S9       | 1:10,51 min | 20      | ausgeschieden | ausgeschieden | 20     |
| Yuliya Gordiychuk                                                               | 400 m Freistil S9       | 5:13,02 min | 13      | ausgeschieden | ausgeschieden | 13     |
| Yuliya Gordiychuk                                                               | 200 m Lagen SM9         | 2;57,22 min | 19      | ausgeschieden | ausgeschieden | 19     |
| Mixed                                                                           |                         |             |         |               |               |        |
| Iyad Shalabi Inbal Pezaro Yoav Valinsky Erel Halevi Vorlauf: Itzhak Mamistvalov | 4 × 50 m Freistil 20 pt | 3:10,00 min | 7       | DSQ           | DSQ           | 7      |

### Tischtennis
| Athleten                    | Wettbewerb      | Gruppenphase     | Gruppenphase | Achtelfinale  | Achtelfinale  | Viertelfinale | Viertelfinale | Halbfinale    | Halbfinale    | Finale        | Finale        | Rang |
| Athleten                    | Wettbewerb      | Gegner           | Erg.         | Gegner        | Erg.          | Gegner        | Erg.          | Gegner        | Erg.          | Gegner        | Erg.          | Rang |
| --------------------------- | --------------- | ---------------- | ------------ | ------------- | ------------- | ------------- | ------------- | ------------- | ------------- | ------------- | ------------- | ---- |
| Männer                      |                 |                  |              |               |               |               |               |               |               |               |               |      |
| Shay Siada                  | Einzel C4       | A. Öztürk        | 0:3          | ausgeschieden | ausgeschieden | ausgeschieden | ausgeschieden | ausgeschieden | ausgeschieden | ausgeschieden | ausgeschieden | 13   |
| Shay Siada                  | Einzel C4       | Guo X.           | 0:3          | ausgeschieden | ausgeschieden | ausgeschieden | ausgeschieden | ausgeschieden | ausgeschieden | ausgeschieden | ausgeschieden | 13   |
| Danny Bobrov                | Einzel C6       | R. Thainiyom     | 0:3          | ausgeschieden | ausgeschieden | ausgeschieden | ausgeschieden | ausgeschieden | ausgeschieden | ausgeschieden | ausgeschieden | 11   |
| Danny Bobrov                | Einzel C6       | M. Jensen        | 1:3          | ausgeschieden | ausgeschieden | ausgeschieden | ausgeschieden | ausgeschieden | ausgeschieden | ausgeschieden | ausgeschieden | 11   |
| Frauen                      |                 |                  |              |               |               |               |               |               |               |               |               |      |
| Chagit Brill                | Einzel C1-2     | G. Rossi         | 0:3          | —             | —             | ausgeschieden | ausgeschieden | ausgeschieden | ausgeschieden | ausgeschieden | ausgeschieden | 9    |
| Chagit Brill                | Einzel C1-2     | C. Bootwansirina | 1:3          | —             | —             | ausgeschieden | ausgeschieden | ausgeschieden | ausgeschieden | ausgeschieden | ausgeschieden | 9    |
| Caroline Tabib              | Einzel C5       | K. Abuawad       | 0:3          | —             | —             | Gu Gai        | 0:3           | ausgeschieden | ausgeschieden | ausgeschieden | ausgeschieden | 5    |
| Caroline Tabib              | Einzel C5       | M. Paredes       | 3:1          | —             | —             | Gu Gai        | 0:3           | ausgeschieden | ausgeschieden | ausgeschieden | ausgeschieden | 5    |
| Chagit Brill Caroline Tabib | Mannschaft C4-5 | —                | —            | Türkei        | 0:2           | ausgeschieden | ausgeschieden | ausgeschieden | ausgeschieden | ausgeschieden | ausgeschieden | 9    |